# Franziskanerkloster Meiningen

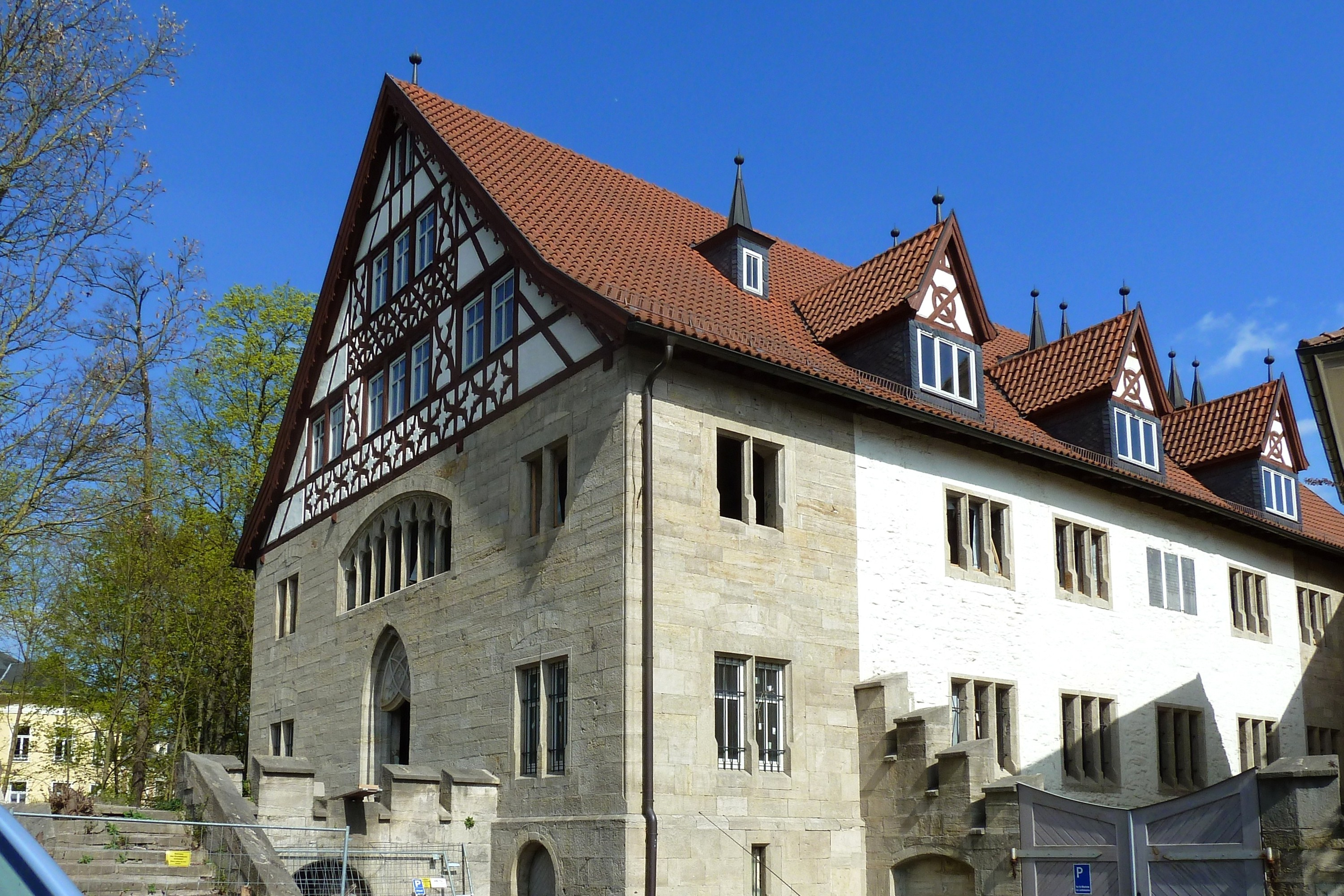
Das Hauptgebäude des Klosters heute

Das Franziskanerkloster Meiningen war ein Kloster des Franziskanerordens in der historischen Altstadt von Meiningen in Südthüringen. Erbaut wurde es im 13. Jahrhundert und 1544 infolge der Einführung der Reformation aufgelöst.

## Kloster
Das Franziskanerkloster lag innerhalb der Meininger Stadtbefestigung zwischen der Burg Meiningen und dem Unteren Torturm direkt an der Stadtmauer. Es bestand aus einem Hauptgebäude, der Klosterkirche, dem Kreuzgang, aus Neben- und Vorratsgebäuden, Ställen, einem Friedhof und mehreren Gärten. Nach der Auflösung des Klosters wurden die Gebäude verschiedenartig genutzt. Erhalten geblieben ist bis heute das gotische Hauptgebäude mit einem im 19. Jahrhundert veränderten Dachgeschoss, das lange Zeit als Hospital und Zeughaus genutzt wurde. Die restlichen Gebäude und die Kirche wurden 1817 abgerissen, und auf dem Areal entstand bis 1821 das Gymnasium Bernhardinum. An das Kloster erinnern der Name Klostergasse der anliegenden Straße, einst Mönchsgasse genannt, und Tafeln mit Geschichtsdaten am ehemaligen Hauptgebäude.

## Geschichte

Frontansicht des Hauptgebäudes

Das Franziskanerkloster wurde 1239 von Minderbrüdern des 1210 gegründeten Franziskanerordens, nach ihrem Ordensnamen ordo fratrum minorum („Orden der Minderbrüder“) auch „Minoriten“ genannt, gegründet und baulich 1242 fertiggestellt. Der Landesherr der zum Hochstift Würzburg gehörenden Stadt Meiningen, Bischof Hermann I. von Lobdeburg, weihte am 15. Mai 1242 die Klosterkirche. Das Kloster gehörte ab 1274 zur Kustodie Thüringen der sächsischen Franziskanerprovinz vom Heiligen Kreuz und lag in der Diözese Würzburg.
Da die Minoriten als Bettelorden ihren Unterhalt aus Almosen bestritten, ließen sie sich nur in Städten wie Meiningen nieder, wo sie milde Gaben des niederen Adels sowie reicher Bürger erhielten. In ihrer Seelsorge nahmen sie sich im Gegensatz zum Diözesanklerus hauptsächlich der niederen Stadtbevölkerung an. Das Kloster kam nach einer Teilung der Sächsischen Franziskanerprovinz 1518 mit anderen Klöstern, die ebenfalls einige  weniger strenge Auslegung der Ordensregeln praktizierten, zur Provincia Johannis Baptistae, die ab 1523 zur Provincia Thuringia wurde. Das Henneberger Land, zu dem Meiningen ab 1542 gehörte, führte 1544 die Reformation der Kirche ein. Das Kloster kam in Besitz der Stadt Meiningen, und in den folgenden Jahren wurde es allmählich aufgegeben.
1555 richtete die Stadt im Kloster ein Hospital ein. Nach dem Dreißigjährigen Krieg dienten die Nebengebäude Hirten und Stadtdienern als Unterkunft, bis diese von 1814 bis zum Abriss von islamischen Baschkiren bewohnt wurden. 1702 wurde die Klosterkirche nach einem Umbau als Spitalkirche neu geweiht, und man gliederte dem Hospital ein Waisenhaus an. Ab 1718 diente das Haupthaus als Zuchthaus, ehe sich hier 1780 ein Schullehrerseminar und 1799 eine Industrieanstalt etablierten. Nach Abriss der Kirche und Nebenbauten richtete man 1818 in den verbliebenen Hauptbau ein Getreidemagazin und 1833 eine Armen-Suppenanstalt ein. 1852 wurde es zum Zeughaus der ansässigen Meininger Truppen des Herzogtums Sachsen-Meiningen.